# إدغار فيرو
إدغار فيرو (بالإسبانية: Edgar Fierro)‏ هو لاعب كرة قدم مكسيكي في مركز حراسة المرمى، ولد في 22 مايو 1995 في Santiago Papasquiaro ‏ في المكسيك. لعب مع أتليتكو سان لويس.